# Maria Farmer
Maria K. Farmer (* 1969 oder 1970 in Paducah, Kentucky) ist eine US-amerikanische Künstlerin. Sie ist bekannt für die erste Strafanzeige bei den Strafverfolgungsbehörden, dem New York City Police Department und dem FBI, im Jahr 1996 über das Verhalten von Jeffrey Epstein, das von den Behörden aber nicht weiter verfolgt wurde. Gemeinsam mit ihrer Schwester Annie richtete sie sich mit ihren Anschuldigungen 2002 an die Zeitschrift Vanity Fair, aber die Publikation verzichtete darauf, ihre Aussagen in einen Artikel über Epstein aufzunehmen. Da sie von Epstein und Ghislaine Maxwell bedroht wurde, musste Farmer untertauchen und einen neuen Namen annehmen. Sie konnte sich schließlich 2019 nach der Enttarnung von Epstein an die Öffentlichkeit wenden und verarbeitete ihre Erlebnisse künstlerisch.

## Leben
Farmer wurde in Kentucky als Tochter von Frank Farmer und Janice Swain geboren. Sie hat zwei jüngere Brüder und zwei jüngere Schwestern. Die Familie lebte eine Zeit lang in Phoenix, Arizona. Schon in jungen Jahren beschloss sie Künstlerin zu werden. Farmer besuchte die Santa Clara University und erwarb 1992 einen Abschluss. 1993 zog sie nach New York City, um an der New York Academy of Art zu studieren. 1995 machte sie einen Master-Abschluss in New York. Farmer besuchte 1995 einen Postgraduierten-Workshop am Santa Fe Art Institute.
Farmer ist eine Malerin, die hauptsächlich Gemälde und Pastellzeichnungen von einzelnen Personen oder Personengruppen anfertigt. Auf einer Kunstausstellung stellte die Dekanin der Academy of Art, Eileen Guggenheim, Farmer sowohl Jeffrey Epstein, der von 1987 bis 1994 Mitglied des Vorstands der Academy of Art war, als auch dessen Begleiterin Ghislaine Maxwell vor. Epstein und Maxwell waren als Kunstförderer gern gesehene Gäste in New York. Im Sommer 1995 war Farmer einer von vier Künstlern, die für eine Reise nach Santa Fe ausgewählt wurden. Mehrere der Künstler bestätigten, dass sie an einer von Epstein und Maxwell veranstalteten Dinnerparty mit Guggenheim teilnahmen, die als „bizarr“ beschrieben wurde und die persönlichen Grenzen der Künstler austesten sollte. Zurück in New York begann Farmer als Kunstberaterin für Epstein zu arbeiten, der eine eigene Kollektion an Kunstwerken besaß, und fungierte auch als Sekretärin in seinem privaten Anwesen. Sie beobachtete eine große Anzahl junger Mädchen, die in dem Haus ein- und ausgingen, und gab an, dass Maxwell häufig auf Reisen ging, um Mädchen für Epstein zu rekrutieren. Sie beschrieb, dass Epstein ihr den Sicherheitsraum in seiner New Yorker Villa zeigte, der mit umfangreichen Videoüberwachungsgeräten ausgestattet war, darunter in den Schlafzimmern und Badezimmern des Anwesens. Farmer sah Berichten zufolge, dass der Anwalt Alan Dershowitz regelmäßig Epsteins New Yorker Haus besuchte.
Im Sommer 1996 erhielt Farmer den Auftrag, zwei Kunstwerke für das Filmset des Films Besser geht’s nicht mit Jack Nicholson zu schaffen. Zu dieser Zeit lebte Farmer in einer kleinen Wohnung in Greenwich Village. Epstein bot ihr mehr Platz, um die Kunstwerke in einem Gästehaus auf dem Grundstück von Victoria’s Secret-Milliardär Les Wexner in New Albany, Ohio, zu schaffen. Angekommen merkte sie, dass das Anwesen von bewaffnetem Sicherheitspersonal schwer bewacht wurde. Farmer gab in einer eidesstattlichen Erklärung, die zur Unterstützung einer Verleumdungsklage von Virginia Giuffre gegen Alan Dershowitz eingereicht wurde, an, dass Epstein und Maxwell zu dem Anwesen in Ohio kamen und versuchten, sie sexuell zu missbrauchen. Es gelang ihr, in einen anderen Teil des Hauses zu fliehen und sich dort zu verbarrikadieren, indem sie Möbel gegen die Tür schob. Sie kontaktierte Mitglieder ihrer Familie, ihren Mentor, den Künstler Eric Fischl, und wandte sich an die Behörden. Das Sicherheitspersonal auf dem Grundstück teilte ihr mit, dass sie das Haus nicht verlassen dürfe, und sie wurde 12 Stunden lang gegen ihren Willen festgehalten. Farmer konnte den Tatort schließlich verlassen, als ihr Vater ankam, nachdem er von Kentucky nach Ohio gefahren war, um sie abzuholen.
Später im Sommer erfuhr Farmer, dass auch ihre jüngere Schwester Annie von Epstein angegriffen worden war, als Annie ihn im April 1996 auf seiner Zorro Ranch in New Mexico besucht hatte. In einer 2019 gegen Epsteins Nachlass eingereichten Klage gab Annie Farmer an, dass Epstein sie in New Mexico betatscht, belästigt und zu ihr ins Bett gekrochen sei, während Maxwell ihr eine unangemessene Oben-ohne-Massage gegeben habe. Farmer rief am 26. August 1996 das New York City Police Department und das FBI an und meldete den Übergriff. Die Behörden ergriffen jedoch keine Maßnahmen. Im Jahr 2002 erzählten Farmer, ihre Schwester und ihre Mutter ihre Geschichte auch der Journalistin Vicky Ward, die damals für Vanity Fair arbeitete und ein Porträt über Epstein schrieb. Obwohl die Farmer-Schwestern und ihre Mutter über den Missbrauch Epsteins berichteten, wurde ihre Aussagen in der endgültigen Geschichte vom damaligen Redakteur Graydon Carter herausgenommen. Carters Wohnsitz und das Büro von Vanity Fair hatten jeweils bedrohliche Signale erhalten (eine Pistolenkugel und einen Katzenkopf) als sie über Epstein recherchierten. Angeblich soll sich auch der ehemalige US-Präsident Bill Clinton eingeschaltet haben und der Vanity Fair gedroht haben, falls sie die Anschuldigungen gegen Epstein veröffentlichen.
Maxwell bedrohte Farmer nach dem Vorfall wiederholt mit dem Leben, um ihr Schweigen zu erzwingen. Nach dem Vanity-Fair-Profil über Epstein, in dem die Redakteure beschlossen, Farmers Bericht nicht zu veröffentlichen, gab sie an, dass sich die Drohungen verschärften, was sie dazu veranlasste, die New Yorker Kunstwelt zu verlassen. Epstein und Maxwell versuchten auch ihre Karriere zu zerstören, indem sie ihre Kunden und Kontakte in der Kunstwelt kontaktierten, um ihr zu schaden. Nach anhaltenden Drohungen änderte Farmer ihren Namen und zog zunächst nach North Carolina. 24 Jahre lang verkaufte sie im Stillen Antiquitäten und restaurierte Häuser im amerikanischen Südosten, um unter dem Radar zu bleiben. Das FBI tauchte 2006 erneut bei Farmer auf, um sie zu befragen, kurz bevor Epstein erstmals verhaftet wurde. Epstein wurde allerdings nur zu einer kurzen Haftstrafe verurteilt, da sein Anwalt Alan Dershowitz einen Deal mit der Staatsanwaltschaft in Florida aushandeln konnte. Der zuständige Staatsanwalt Alexander Acosta gab später an, dass ihm gesagt wurde, Epstein gehöre „zum Geheimdienst“ und dass die Angelegenheit seine „Gehaltsklasse“ übersteige.
Farmer wurde 2016 erneut kontaktiert, dieses Mal von Anwälten, die mit Virginia Giuffre zusammenarbeiteten. Nach einer Krebsdiagnose Anfang 2019 beschrieb Farmer ihre Wut über die Auswirkungen, die der Missbrauch (und das jahrelange Verstecken nach Drohungen gegen ihr Leben) auf sie und ihre Familie hatte, als den Anstoß, sich öffentlich zu äußern. Am 16. April 2019 reichte Farmer vor einem Bundesgericht in New York eine eidesstattliche Erklärung ein, in der sie angab, dass sie und ihre 15-jährige Schwester Annie 1996 an verschiedenen Orten von Epstein und Maxwell sexuell missbraucht worden waren. Farmer gab mehrere Interviews über ihre Erlebnisse und trat 2020 in der Netflix-Dokumentation Jeffrey Epstein: Filthy Rich auf. Im Januar 2020 arbeitete Farmer Berichten zufolge an einer Serie von Gemälden und Pastellzeichnungen mit dem Titel „The Survivors Project“, die aus individuellen Porträts von Opfern von Epstein besteht. Farmer schuf auch ein sieben Fuß langes Kunstwerk auf Leinwand über das Epstein-Missbrauchsnetzwerk, das die in den Skandal verwickelten Personen in einem an Hieronymus Bosch erinnernden Stil darstellte und Epstein, Dershowitz und Maxwell als Bewohner der Hölle zeigen, mit Les Wexner als „Kopf der Schlange“.